# 2001-es Formula–1 ausztrál nagydíj
Az ausztrál nagydíj volt a 2001-es Formula–1 világbajnokság szezonnyitó futama, amelyet 2001. március 4-én rendeztek meg az ausztrál Melbourne Grand Prix Circuiten, Melbourne-ben.

## Futam
Négy újonc pilótával indult az idény, a kolumbiai Juan Pablo Montoya a Williams, a finn Kimi Räikkönen a Sauber, a spanyol Fernando Alonso a Minardi és a brazil Enrique Bernoldi az Arrows csapatot erősítette.
A pénteki második szabadedzésen Michael Schumacher kicsúszott a pályáról, majd a magasabban fekvő füves rész megdobta a Ferrarit, amitől az a levegőbe emelkedett és forogni kezdett. Az eset szerencsére sérülés nélkül végződött.
A szombati időmérőn a két ferraris pilóta, Michael Schumacher és Rubens Barrichello végzett az élen, Mika Häkkinen a harmadik, Heinz-Harald Frentzen a negyedik, Ralf Schumacher pedig az ötödik lett.
A vasárnapi versenyen végig Michael Schumacher dominált, izgalmakat csak az üldözök közötti csaták jelentettek. Az ötödik körben Ralf Schumacher Williamsének hátuljába belerohant Jacques Villeneuve BAR-Hondája, a kanadai pilóta autója a levegőbe emelkedett, és nagy sebességgel a nézők előtti védőfalnak csapódott. Villeneuve sértetlenül szállt ki az összetört kocsiból, de a BAR egyik hátsó kereke elrepült, a védőhálón hagyott keskeny résen keresztül kiférve Graham Beveridge pályabíró halálát okozta.
A 26. körben Häkkinen kerékfelfüggesztése eltört, a finn versenyzőt a baleset után megfigyelésre kórházba kellett vinni. Schumacher 1,7 másodperces előnnyel nyert David Coulthard előtt, a harmadik Barrichello már 33 másodperccel később érkezett célba. Olivier Panis lett a negyedik, de a Sauber óvása miatt megbüntették, és a hetedik helyre csúszott. Így a negyedik Nick Heidfeld, az ötödik Frentzen, a hatodik pedig a debütáló Kimi Räikkönen lett. Ő lett a Formula–1 történetének ötvenedik pilótája, aki első futamán pontot szerzett.
| Helyezés | Rajtszám | Versenyző             | Csapat/Motor     | Futott kör | Idő/Kiesés oka | Rajthely | Pont |
| -------- | -------- | --------------------- | ---------------- | ---------- | -------------- | -------- | ---- |
| 1        | 1        | Michael Schumacher    | Ferrari          | 58         | 1h38:26,533    | 1        | 10   |
| 2        | 4        | David Coulthard       | McLaren-Mercedes | 58         | + 1,718        | 6        | 6    |
| 3        | 2        | Rubens Barrichello    | Ferrari          | 58         | + 33,491       | 2        | 4    |
| 4        | 16       | Nick Heidfeld         | Sauber-Petronas  | 58         | + 1:11,479     | 10       | 3    |
| 5        | 11       | Heinz-Harald Frentzen | Jordan-Honda     | 58         | + 1:12,807     | 4        | 2    |
| 6        | 17       | Kimi Räikkönen        | Sauber-Petronas  | 58         | + 1:24,143     | 13       | 1    |
| 7        | 9        | Olivier Panis         | BAR-Honda        | 58         | + 1:27,050     | 9        |      |
| 8        | 19       | Luciano Burti         | Jaguar-Cosworth  | 57         | + 1 kör        | 21       |      |
| 9        | 22       | Jean Alesi            | Prost-Acer       | 57         | + 1 kör        | 14       |      |
| 10       | 14       | Jos Verstappen        | Arrows-Asiatech  | 57         | + 1 kör        | 15       |      |
| 11       | 18       | Eddie Irvine          | Jaguar-Cosworth  | 57         | + 1 kör        | 12       |      |
| 12       | 21       | Fernando Alonso       | Minardi-European | 56         | + 2 kör        | 19       |      |
| 13       | 7        | Giancarlo Fisichella  | Benetton-Renault | 55         | + 3 kör        | 17       |      |
| Ki       | 8        | Jenson Button         | Benetton-Renault | 52         | Elektronika    | 16       |      |
| Ki       | 6        | Juan Pablo Montoya    | Williams-BMW     | 40         | Motorhiba      | 11       |      |
| Ki       | 12       | Jarno Trulli          | Jordan-Honda     | 38         | Motorhiba      | 7        |      |
| Ki       | 3        | Mika Häkkinen         | McLaren-Mercedes | 25         | Felfüggesztés  | 3        |      |
| Ki       | 5        | Ralf Schumacher       | Williams-BMW     | 4          | Ütközés        | 5        |      |
| Ki       | 10       | Jacques Villeneuve    | BAR-Honda        | 4          | Ütközés        | 8        |      |
| Ki       | 20       | Tarso Marques         | Minardi-European | 3          | Elektronika    | 22       |      |
| Ki       | 15       | Enrique Bernoldi      | Arrows-Asiatech  | 2          | Kicsúszás      | 18       |      |
| Ki       | 23       | Gaston Mazzacane      | Prost-Acer       | 0          | Fékhiba        | 20       |      |

## A világbajnokság élmezőnyének állása a verseny után
| H  | Versenyzők            | Pont | H  | Konstruktőrök    | Pont |
| -- | --------------------- | ---- | -- | ---------------- | ---- |
| 1. | Michael Schumacher    | 10   | 1. | Ferrari          | 14   |
| 2. | David Coulthard       | 6    | 2. | McLaren-Mercedes | 6    |
| 3. | Rubens Barrichello    | 4    | 3. | Sauber-Petronas  | 4    |
| 4. | Nick Heidfeld         | 3    | 4. | Jordan-Honda     | 2    |
| 5. | Heinz-Harald Frentzen | 2    |    |                  |      |

## Statisztikák
Vezető helyen:
- Michael Schumacher: 54 (1-36/41-58)
- David Coulthard: 4 (37-40)

Michael Schumacher 45. győzelme, 33. pole-pozíciója, 42. leggyorsabb köre, 7. mesterhármasa (gy, pp, lk)
- Ferrari 136. győzelme.